# Motoinvest
MOTOINVEST, akciová společnost byla založena 18. listopadu 1991 a zanikla 27. dubna 2005.
Ke spoluzakladatelům Motoinvestu patřili Pavel Tykač, Jan Dienstl, Aleš Tříska (bratr autora kupónové privatizace Dušana Třísky), Svatopluk Potáč (bývalý člen ÚV KSČ a bývalý předseda Státní banky československé a Státní plánovací komise). V době své existence se skupina soustředila na nákup a prodej podílů na bankách, investičních fondech a podnicích, které měnily majitele v průběhu privatizace. Představitelé Motoinvestu vlastnili nebo měli zastoupení ve statutárních orgánech První slezské banky, Ekoagrobanky, Kreditní banky a Agrobanky. Díky svým majetkovým podílům v různých společnostech tak tito lidé na vrcholu působnosti Motoinvestu spravovali majetek až ve výši až 80 mld. Kč.
Skupina Motoinvest vzbuzovala již od svého vzniku mnoho obav a spekulací, které byly zapříčiněny především její neprůhlednou strukturou. K hlavním kritikům firmy patřil guvernér ČNB Josef Tošovský. Naopak tehdejší premiér Václav Klaus považoval aktivity Motoinvestu za normální, zdravé, a dokonce Tykače a spol. veřejně označil za „štiky v rybníce“.

## Motoinvest a vazby na politiky
Motoinvest byl známý svým úzkým napojením na politické představitele všech stran a jejich rodinné příslušníky. Například Livia Klausová (manželka tehdejšího premiéra Václava Klause) zasedala spolu s šéfem Motoinvestu Pavlem Tykačem v dozorčí radě akciové společnosti ZVVZ Milevsko a svými dobrými vztahy s Tykačem se nikdy netajila.
V roce 1995 pomohl Motoinvest KDU-ČSL, kdy strana Josefa Luxe dostala půjčku od peněžního ústavu z finanční skupiny Motoinvest. Plzeňská banka, jejímž generálním ředitelem byl člen celostátního výboru KDU-ČSL Petr Rybář, poskytla lidovcům 14,9 milionu korun. Právě během Rybářova vedení banky zahájila finanční skupina Motoinvest prostřednictvím Plzeňské banky svou tzv. "třetí vlnu privatizace". Sám předseda Josef Lux (KDU-ČSL) v roce 1997 potvrdil spekulace o půjčce KDU-ČSL u Plzeňské banky, kterou ovládal Motoinvest.
I v kauze okolo Agrobanky a Kreditní banky vzniklo podezření, že lidé z Motoinvestu využívali hojně svých kontaktů s předními politiky ODS, ČSSD a KDU-ČSL k ovlivnění vyšetřování.
Činností Motoinvestu a jeho provázaností na politiku byla pobouřena nejen veřejnost, ale i vládní strany. Ty čelily podezření, že kryjí podvodné podnikatele. V roce 1997 byly médii zveřejněny informace o černých kontech ODS a neprůhledném financování ODA. Důsledkem vznikla politická krize, při níž padla Klausova vláda, a ODA se rozpadla.
Následně Motoinvest podporoval i ČSSD, když ji v roce 1998 půjčil 18 miliónů Korun. Pavel Tykač se pak stal poradcem ministra financí Ivo Svobody, který ovšem záhy musel na funkci rezignovat, protože byl obviněn a následně i odsouzen z korupce v souvislosti s vytunelováním podniku Liberta.

## Banky ovládané Motoinvestem
Agrobanka
Motoinvest získal v prosinci 1995 z Agrobanky bezúročně 900 milionů na nákup Plzeňské banky. Téměř stejnou sumu utratila Agrobanka za bezcenné akcie a podílové listy fondů AGB 2 a Credit. V létě 1996 pro změnu Agrobanka prodělala 265 milionů korun při nákupu akcií textilní firmy Texlen a za úvěr 370 milionů pro investiční společnosti 2. CS Holding a YSE 2 (obě ovládané skupinou Motoinvest) si banka nechala zaplatit neprodejnými cennými papíry.
Příběh AGB a její nucené správy opět ožil v roce 2000. Tehdejší nucený správce AGB, zaměstnanec ČNB Jiří Klumpar, se pustil do boje s bývalými představiteli skupiny Motoinvest, která Agrobanku vlastnila. Na jeho podnět prověřila éru Motoinvestu renomovaná firma Price Waterhouse a odhalila celou řadu podezřelých transakcí, jež znamenaly ztrátu nejméně 2,5 miliardy korun. Správce Klumpar a ČNB podali celkem osm trestních oznámení. Následný audit firmy Price Waterhouse vyčíslil ztráty Agrobanky pod vedením společnosti Motoinvest na devět miliard korun, přičemž celkové náklady a sanace za vyřešení krize spojené s Agrobankou jsou odhadovány na 50 miliard korun.
Generální ředitel Motoinvestu Pavel Tykač se vůči zprávě auditora (Price Waterhouse) v rámci několika veřejných vystoupení ostře ohradil.